# Paul Daviaud
Pour les articles homonymes, voir Daviaud.
Paul Daviaud, né le 27 février 1910 et mort en avril 2001 à Viarmes, est un peintre et graveur figuratif et abstrait.

## Biographie
- De 1931 à 1934: élève de l’École des Beaux-Arts de Paris.
- De 1934 à 1939: élève à l’Académie de la Grande Chaumière. Il y étude en particulier la gravure en taille-douce.
- De 1940 à 1943: prisonnier de guerre
- De 1946 à 1948: étudiant à la Villa Médicis à Rome[2]
- De 1949 à 1952: Exposition de compositions abstraites au salon des Réalités Nouvelles
- De 1955 à 1956: Exposition à la galerie Bernheim
- 1957: Mariage avec la peintre et céramiste Francine Quersin  [3]. Départ pour Bruxelles
- 1959: Exposition à la Galerie Europe de Paul Heim à Bruxelles
- 1971: Retour à Viarmes
- 1971-1985: Exposition aux salons des Arts de Cergy-Pontoise.
- Après 1985: Exposition à l’Isle-Adam.

## Œuvres
- Un inventaire en cours dénombre 1800 dessins, toiles et gravures non compris un grand nombre d’œuvres volées durant le cambriolage de son atelier en 1999.

## Distinctions
- Prix Jean Peccard
- Prix de l’Institut
- Prix Jonas
- Prix de Rome